# Griphoneura alboapicata
Griphoneura alboapicata är en tvåvingeart som beskrevs av Malloch 1925. Griphoneura alboapicata ingår i släktet Griphoneura och familjen lövflugor.
Artens utbredningsområde är Costa Rica. Inga underarter finns listade i Catalogue of Life.